# Bernard Lamy
Bernard Lamy   (Le Mans, 15 de juny de 1640 - Rouen, 29 de gener de 1715) va ser un matemàtic i teòleg francès.

## Vida
Fill d'una família de la petita aristocràcia rural, va ser educat a casa per un tutor fins als dotze anys en què va ingressar al col·legi de l'Oratori de la seva ciutat natal. Als 18 anys es va traslladar a París per estudiar al col·legi jesuïta, on ingressà el 6 d'octubre de 1658.
El 1659 estudia filosofia al Collège Royal des Catholiques de Saumur, on coneix Nicolas Malebranche amb qui l'unirà una forta amistat per la resta dels seus dies i amb qui compartirà la pertinença a la Congregació de l'Oratori.
Entre 1661 i 1671 és professor a diferents escoles (Vendôme, Juilly, Le Mans, ...) i el 1667 és ordenat sacerdot.
El 1671 és nomenat professor de filosofia al Collège Royal des Catholiques de Saumur i, dos anys després, a la Universitat d'Angers, on tindrà problemes per impartir unes ensenyances "massa cartesianes" i serà condemnat a l'exili el 1676.
El 1677, gràcies a la mediació del cardenal Le Camus, podrà tornar a la docència al seminari de Grenoble. El 1686 obté el permís per viure a París, on ensenyarà filosofia al seminari de Saint Magloire, però novament per problemes teològics haurà d'abandonar París el 1689, marxant a Rouen on va viure la resta de la seva vida.

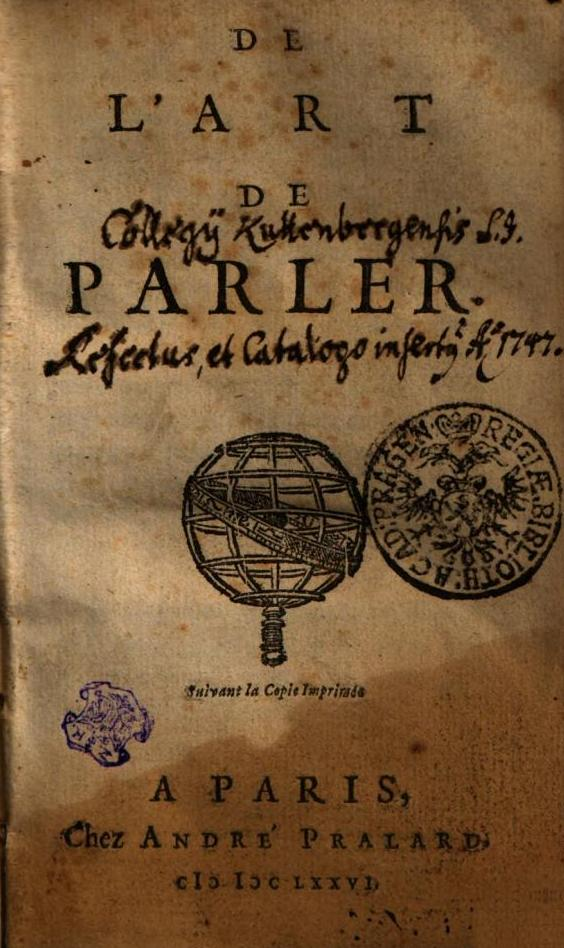
De l'art de parler, 1676.

## Obra
El 1675 va publicar anònimament el seu primer llibre i un dels seus principals tractats: De l'art de parler, traduït l'any següent a l'anglès i reeditat nombroses vegades. Aquest llibre farà que se l'associï al l'escola de lògica de Port-Royal tot i que ell no hi pertanyia, encara que compartia amb l'escola de Port-Royal el seu cartesianisme.
El 1678 va continuar els seus treballs sobre retòrica amb Nouvelles Réflexions sur l'art Poétique, en el qual basa les seves reflexions sobre la literatura, el teatre i l'estètica en rigorosos fonaments morals i religiosos.
El 1683 publica els Entretiens sur les sciences en forma de diàleg entre tres oratorians i que resulta un document extremadament interessant sobre la pedagogia de l'Oratori que tant influiria en Montesquieu i, sobretot, en Rousseau.
Les seves obres matemàtiques són, en general, divulgatives; una sèrie de llibres propedèutics que es van reeditar força fins al segle xviii, però que avui han caigut a l'oblit:
- 1679 Traité de Mécanique, de l'équilibre des solides et des liqueurs. En aquest llibre va presentar la teoria del paral·lelogram de forces contemporàniament amb Pierre Varignon tot i que no li va saber extreure totes les conseqüències com va fer Varignon.[8]
- 1680 Traité de la grandeur en general, qui comprend l'arithmétique, l'algèbre, l'analyse
- 1685 Eléments de géométrie[9]
- 1701 Traité de perspective

En els darrers anys de la seva vida va publicar fonamentalment obres religioses:
- 1687 Apparatus ad Biblia Sacra, in quo Hebraeorum de gente, Legibus
- 1688 Demonstration de la vérité et de la sainteté de la morale chrétienne
- 1689 Harmonia sive Concordia quatuor evangelistarum, in qua vera series actuum et sermonum Domini nostri
- 1693 Traité historique de l'ancienne Paque des Juifs
- 1699 Commentarius in concordiam evangelicam
- 1699 Dissertation sur Sainte Madeleine
- 1699 Défense de l'ancien sentiment de l'eglise latine touchant l'Office de Sainte Magdelaine